# HD 100777 b
HD 100777 b (بالإنجليزية: HD 100777 b)‏ الذي يرمز له بالرمز HD 100777b، هو كوكب خارج المجموعة الشمسية، في كوكبة الأسد، يتبع HD 100777 ‏.

## الاكتشاف
اكتشف في 5 مارس 2007.